# فرانک اوربان
فرانک اوربان (انگلیسی: Frank Orban؛ زادهٔ ۲۹ سپتامبر ۱۹۶۴) دوچرخه‌سوار اهل بلژیک است.